# Джарретт, Кит
Кит Джа́рретт (англ. Keith Jarrett; род. 8 мая 1945, Аллентаун, Пенсильвания, США) — американский джазовый пианист и композитор.

## Биография
Джарретт был старшим из пяти братьев в семье. Джарретт впервые сел за фортепиано в возрасте трёх лет и начал обучаться игре на нём. Он быстро в этом преуспел и в семилетнем возрасте дал первый сольный концерт, где играл произведения Баха, Моцарта, Бетховена, а также два собственных произведения. А в 1962 году, в возрасте 17 лет, он выступил с сольным концертом, состоящим из собственных произведений.
Начал карьеру в ансамбле Арта Блэйки «Jazz Messengers» в середине 1960-х годов. В составе ансамбля Чарлза Ллойда в 1967 году гастролировал по всему миру, в том числе в СССР. В 1968—1970 годах участвовал в экспериментах фьюжн-ансамбля Майлза Дэвиса, где играл (совместно с Ч. Кориа) на Фендер-пиано и электрооргане. Несмотря на высокий авторитет Дэвиса, Джарретт, в отличие от Кориа, так и не стал приверженцем нового «микстового» стиля и в начале 1970-х годов вернулся к традиционному акустическому джазу.
С 1973 по 1979 год выступал с ансамблем European Quartet, с 1983 года выступал в составе трио Standards (которое именуют также «Трио Кита Джарретта»).
Определяющим направлением в концертах Джарретта является стиль free jazz с признаками жанра джазовой баллады.
Джарретт известен своими сольными импровизациями (например, The Köln Concert), вовлекающими материал самых различных музыкальных жанров. Кроме джаза он исполняет академический репертуар. Ему принадлежат записи ХТК и Гольдберг-вариаций (первый том Джарретт исполняет на фортепиано, второй — на клавесине) Баха, а также цикла «24 прелюдии и фуги» Шостаковича.
В 2003 году стал единоличным лауреатом Polar Music Prize. Впервые за всю историю существования премии она не была разделена между несколькими соискателями.